# Pulo Panjang
Pulo Panjang is een bestuurslaag in het regentschap Serang van de provincie Banten, Indonesië. Pulo Panjang telt 2577 inwoners (volkstelling 2010).